# 외교 문제
외교 문제(A Foreign Affair)는 미국에서 제작된 빌리 와일더 감독의 1948년 영화이다. 진 아서 등이 주연으로 출연하였고 찰스 브래킷 등이 제작에 참여하였다.

## 출연

### 주연
- 진 아서
- 마를렌 디트리히

### 조연
- 존 런드
- 밀러드 미첼
- 피터 본 제넥
- 스탠리 프레거
- 윌리엄 머피

## 제작진
- 미술: 한스 드레이어
- 미술: 월터 H. 타일러
- 의상: 에디스 헤드